# Норберт Шинковић
Норберт Шинковић (Суботица, 1985) српски је новинар, бивши председник Независног друштва новинара Војводине (НДНВ), те предавач на Филозофском факултет Универзитета у Новом Саду.

## Биографија
Рођен је 1985. године у Суботици. Новинарску каријеру започео је на Радију Нови Сад, а од 2011. године је запослен као дописник Радија Слободна Европа. Био је ангажован и као новинар дневног листа Блиц, али и као и новинар Телевизије Војводина. Поред новинарског ангажмана, запослен је и као предавач на Одсеку за медијске студије Филозофског факултета Универзитета у Новом Саду. Од 2019. до 2022. био је председник Независног друштва новинара Војводине, најстаријег независног удружења новинара на простору бивше СФР Југославије.
Запослен је као координатор пројеката за немачку организацију за развој медија Дојче Веле Академију.
Говори српски, мађарски, енглески и немачки језик.

## Награде
- 2010. From A to B - TransEuropa Journalism Award[6]
- 2010. Специјална диплома за најбољи радијски прилог за промовисање толерације и интеркултуралности[6]
- 2012. Годишња награда НДНВ[7]